# Archivar
L'Archivar – Zeitschrift für Archivwesene (jusqu'à fin 2007 sous le titre : Der Archivar – Mitteilungsblatt für das deutsche Archivwesen) est la principale revue allemande spécialisée dans le domaine des archives.

## Histoire
Le numéro 1 de Der Archivar est publié en août 1947 sous forme de Mitteilungsblatt für deutsches Archivwesen au nom de l'Association des archivistes allemands (de) (VdA), publié par les Archives d'État de Düsseldorf. Dans l'avant-propos du premier numéro, Bernhard Vollmer (de) souligne que Der Archivar doit poursuivre et développer le Mitteilungsblatt publié par l'administration des archives prussiennes de 1936 à 1945 pour annoncer les affaires du service des archives en tant qu'organe de toutes les archives allemandes.
Autorisé par le gouvernement militaire britannique en date du 14 Décembre 1946, la revue doit être un trait d'union entre les archives de toutes les disciplines en Allemagne. Les Archives d'État de Düsseldorf et leur directeur de l'époque, Bernhard Vollmer, reprennent la direction éditoriale sur une base fiduciaire. L'"Association des archivistes allemands" fondée en 1947 choisit la revue comme organe de publication. En 1966, le ministre de l'Éducation de l'État de Rhénanie-du-Nord-Westphalie confie aux principales archives d'État de Düsseldorf la tâche officielle de publier le magazine "Der Archivar" en tant qu'organe commun pour tous les archives et archivistes allemands. La même année, "l'Association des archivistes allemands" stipule dans ses statuts que les Vereinsmitteilungen doivent être publiées dans "l'Archivar".
Quatre numéros sont publiés chaque année. Le tirage est actuellement de 3600 exemplaires. La revue s'adresse en priorité à un public spécialisé : archivistes, mais aussi lecteurs de disciplines connexes (historiens, bibliothécaires, administration). Les membres de la VdA reçoivent le magazine dans le cadre de leur adhésion.
Jusqu'en 2003, la rédaction se trouve dans les archives principales d'État à Düsseldorf, et depuis 2004 dans les archives d'État de Rhénanie-du-Nord-Westphalie à Duisbourg.
Les textes intégraux des numéros sont accessibles gratuitement sur Internet à partir de 1999, numéro 3.